# Katherina Pepijn

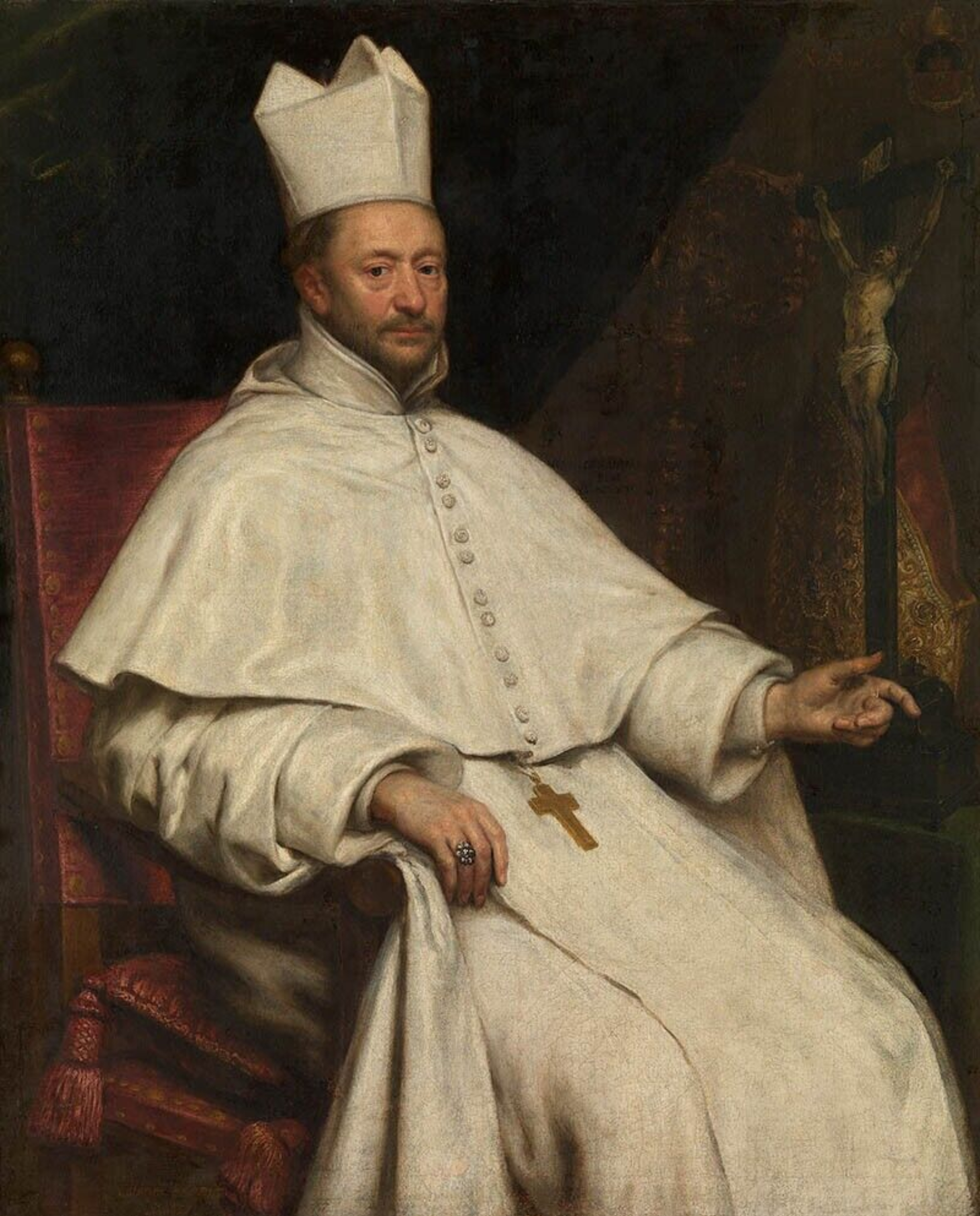
Portret van abt Norbertus van Couwerven, toegeschreven aan Katherina Pepijn

Katherina Pepijn, ook wel Katharina of Catharina Pepyn (Antwerpen, 13 februari 1619 – aldaar, 12 november 1688) was een Vlaamse barokschilderes. Pepijn is vooral bekend wegens haar portretschilderijen en historiekunst.

## Leven
Katherina Pepijn was de jongste van vijf kinderen uit het huwelijk van de Antwerpse kunstenaar Marten Pepijn en Marie Huybrechts. Marten Pepijn was een prominent schilder in Antwerpen en lid van het Sint-Lucasgilde, waartoe hij in 1600 werd toegelaten als ‘wijnmeester’, c.q. zoon van een meester. Behalve Katherina is één van Martens zonen ook schilder geworden, maar van hem zijn geen werken bekend. Marten Pepijn overleed in 1643.
In 1654 werd Katherina toegelaten tot het gilde van haar vader als wijnmeesteresse, dochter van een meester. Toelating tot een kunstenaarsgilde was indertijd alleen weggelegd voor mannen of vrouwen wier familie al banden had met het gilde. Vrouwelijke kunstenaars van goede komaf kregen hun artistieke onderricht geregeld aan huis, met als gevolg dat hun werken minder bekendheid verschaarden dan dat van mannelijke schilders.
Pepijn is nooit gehuwd geweest. Voor vrouwelijke kunstenaars indertijd betekende het huwelijk in de praktijk vaak ook het einde van hun schilderscarrière. Uitzonderingen uit de Lage Landen uit deze periode zijn onder anderen Agnes van den Bossche, Susanna Horenbout en Levina Teerlinc. Een voorbeeld van een succesvolle schilderes die haar carrière afblies na het huwelijk, is Judith Leyster uit Haarlem. Of Pepijn bewust ongehuwd bleef om de schilderkunst te kunnen blijven beoefenen, is niet met zekerheid vast te stellen.
Tegen het einde van haar leven woonde Katherina in een begijnhof in Antwerpen waar ze werd verzorgd door een zuster.

## Werk
Katherina schilderde portretten en historiekunst Er wordt aangenomen dat zij voornamelijk bekendheid verwierf door de portretkunst. In de abdij van Tongerlo bevinden zich twee schilderijen die aan Katherina worden toegeschreven. Deze twee werken hingen voorheen in de Sint-Michielskathedraal in Antwerpen en stellen twee abten voor; Joannes Chrysostomus van der Sterre (geschilderd kort na zijn overlijden) en Norbertus van Couwerven. Beide schilderijen bevatten Katherina’s signatuur.
Van Couwerven volgde van der Sterre op als abt van de Sint-Michielsabdij in 1653. Vier jaar later kreeg Pepijn de opdracht van beide abten een portret te schilderen.Van der Sterre was toen al overleden. Pepijns schilderijen tonen de heren in een soortgelijke pose en als gemeiterde abten. De portretten kwamen te hangen in de voorzaal van de Sint-Michielsabdij te Antwerpen. Indertijd was het een traditie om afbeeldingen van de abten te tonen in hun abdij. Peter Paul Rubens schilderde voor deze abdij het altaarstuk Aanbidding door de koningen, wat de these ondersteunt dat Pepijns stijl door die van Rubens beïnvloed is.

## Stijl
Haar schilderstijl lijkt op die van Peter Paul Rubens. Rubens’ eerste vrouw, Isabella Brant, was tevens de peetmoeder van Martha Pepijn, Katherina’s zus. Beide schilders werkten ten tijde van de contrareformatie; een periode waarin de Katholieke Kerk de kunsten inzette om haar positie te versterken. Pepijns werk bevat net als Rubens’ trekken van de contrareformatorische barok. Deze stijl wordt gekenmerkt door dramatische onderwerpen die op dynamische wijze worden afgebeeld. Ook is de lichtinval een belangrijk kenmerk, zie bijvoorbeeld de clair-obscurtechniek. De contrareformatorische stijl stond in dienst van de katholieke kerk. Pepijns portretten van de abten van der Sterre en van Couwerven zijn typerend voor dergelijke schilderkunst. Beide schilderijen tonen de abt tegen een donkere achtergrond die sterk contrasteert met het wit van hun kerkelijke kledij.
- Biografisch Portaal: 68824776
- RKD-Nederlands Instituut voor Kunstgeschiedenis: 62607
- Union List of Artist Names: 500030713
- Virtual International Authority File: 95870981